# Alphonso Davies
Alphonso Boyle Davies (Buduburam, Ghana, 2 de noviembre de 2000) es un futbolista canadiense que juega tanto de defensa como centrocampista en el Bayern de Múnich de la 1. Bundesliga de Alemania.

## Trayectoria

### Inicios
Nació en la ciudad de Buduburam, Ghana, en un campo de refugiados al que sus padres habían llegado procedentes de Liberia, la cual se encontraba inmersa en la segunda guerra civil liberiana. Cuando Davies tenía cinco años, se desplazó junto a su familia a Canadá, concretamente a la ciudad de Edmonton.
Tras jugar en varios equipos locales (Edmonton Internationals y Edmonton Strikers), se incorporó a la academia de los Vancouver Whitecaps en 2015. El 2 de junio de 2016 hizo su debut con el primer equipo en un encuentro del Campeonato Canadiense frente al Ottawa Fury. El 17 de julio debutó en la MLS, frente a Orlando City, convirtiéndose en el segundo debutante más joven de su historia tras Freddy Adu.

### Bayern de Múnich
En julio de 2018 el Bayern de Múnich anunció su fichaje a cambio de diez millones de euros. El traspaso se haría efectivo a partir de enero de 2019.
El 27 de enero de 2019 debutó en Bundesliga en un partido frente al Stuttgart. Dos meses después, el 17 de marzo, marcó su primer tanto en el triunfo por 6 a 0 ante el Maguncia 05.
En la temporada 2019-20 se asentó como titular en el puesto de lateral izquierdo, siendo uno de los futbolistas más destacados gracias a su punta de velocidad. Este hecho le valió para que en abril de 2020 firmase una ampliación de su contrato hasta el año 2025. Tras ganar tanto la Bundesliga como la Copa de Alemania, fue nombrado rookie del año en Alemania.
Posteriormente fue campeón de la Liga de Campeones de la UEFA, siendo el primer jugador canadiense en ganar dicho torneo.

## Selección nacional
En 2016 y 2017 fue elegido como mejor jugador canadiense sub-17.
El 14 de junio de 2017 debutó con la selección absoluta de Canadá en un amistoso frente a Curazao. En el mes siguiente participó en la Copa Oro, donde fue máximo goleador con tres goles y, además, fue elegido como mejor jugador joven.
En 2022 se clasificaron para una fase final de un Mundial por primera vez en 36 años. Se estrenaron en el torneo ante Bélgica y falló un penalti que los hubiera puesto por delante en el marcador en un partido que acabaron perdiendo por la mínima. En el siguiente encuentro contra Croacia sí que consiguió ver puerta y ese gol supuso el primero de Canadá en una Copa del Mundo.

### Participaciones en Copas del Mundo
| Mundial              | Sede  | Resultado      | Partidos | Goles |
| -------------------- | ----- | -------------- | -------- | ----- |
| Copa Mundial de 2022 | Catar | Fase de grupos | 3        | 1     |

### Participaciones en Copas América
| Torneo            | Sede           | Resultado     | Partidos | Goles |
| ----------------- | -------------- | ------------- | -------- | ----- |
| Copa América 2024 | Estados Unidos | Cuarto puesto | 6        | 0     |

### Participaciones en Copas de Oro de la CONCACAF
| Copa                            | Sede                                  | Resultado        | Partidos | Goles |
| ------------------------------- | ------------------------------------- | ---------------- | -------- | ----- |
| Copa de Oro de la Concacaf 2017 | Estados Unidos                        | Cuartos de final | 4        | 3     |
| Copa de Oro de la Concacaf 2019 | Costa Rica · Estados Unidos · Jamaica | Cuartos de final | 4        | 0     |

### Goles internacionales
| Gol | Fecha                    | Sede                                                        | Oponente         | Marcador | Resultado | Competición                             |
| --- | ------------------------ | ----------------------------------------------------------- | ---------------- | -------- | --------- | --------------------------------------- |
| 1.  | 9 de julio de 2017       | Red Bull Arena, Harrison, Estados Unidos                    | Guayana Francesa | 3-0      | 4-2       | Copa de Oro de la Concacaf 2017         |
| 2.  | 9 de julio de 2017       | Red Bull Arena, Harrison, Estados Unidos                    | Guayana Francesa | 4-2      | 4-2       | Copa de Oro de la Concacaf 2017         |
| 3.  | 11 de julio de 2017      | BBVA Compass Stadium, Houston, Estados Unidos               | Costa Rica       | 1-0      | 1-1       | Copa de Oro de la Concacaf 2017         |
| 4.  | 10 de septiembre de 2019 | Complejo Deportivo Truman Bodden, George Town, Islas Caimán | Cuba             | 0-1      | 0-1       | Liga de Naciones de la Concacaf 2019-20 |
| 5.  | 15 de octubre de 2019    | BMO Field, Toronto, Canadá                                  | Estados Unidos   | 1-0      | 2-0       | Liga de Naciones de la Concacaf 2019-20 |
| 6.  | 29 de marzo de 2021      | IMG Academy, Bradenton, Estados Unidos                      | Islas Caimán     | 0-4      | 0-11      | Clasificación para el Mundial 2022      |
| 7.  | 29 de marzo de 2021      | IMG Academy, Bradenton, Estados Unidos                      | Islas Caimán     | 0-9      | 0-11      | Clasificación para el Mundial 2022      |
| 8.  | 5 de junio de 2021       | IMG Academy, Bradenton, Estados Unidos                      | Aruba            | 0-5      | 0-7       | Clasificación para el Mundial 2022      |
| 9.  | 8 de junio de 2021       | SeatGeek Stadium, Bridgeview, Estados Unidos                | Surinam          | 1-0      | 4-0       | Clasificación para el Mundial 2022      |
| 10. | 13 de octubre de 2021    | BMO Field, Toronto, Canadá                                  | Panamá           | 2-1      | 4-1       | Clasificación para el Mundial 2022      |
| 11. | 9 de junio de 2022       | Estadio BC Place, Vancouver, Canadá                         | Curazao          | 1-0      | 4-0       | Liga de Naciones de la Concacaf 2022-23 |
| 12. | 9 de junio de 2022       | Estadio BC Place, Vancouver, Canadá                         | Curazao          | 3-0      | 4-0       | Liga de Naciones de la Concacaf 2022-23 |
| 13. | 27 de noviembre de 2022  | Estadio Internacional Khalifa, Doha, Catar                  | Croacia          | 0-1      | 4-1       | Copa Mundial de Fútbol de 2022          |
| 14. | 15 de junio de 2023      | Allegiant Stadium, Paradise, Estados Unidos                 | Panamá           | 0-2      | 0-2       | Liga de Naciones de la Concacaf 2022-23 |
| 15. | 21 de noviembre de 2023  | BMO Field, Toronto, Canadá                                  | Jamaica          | 1-0      | 2-3       | Liga de Naciones de la Concacaf 2023-24 |

## Estadísticas

### Clubes
Actualizado al último partido disputado el 15 de marzo de 2025.
| Club                           | Div.          | Temporada     | Liga  | Liga  | Liga   | Copas nacionales | Copas nacionales | Copas nacionales | Torneos internacionales | Torneos internacionales | Torneos internacionales | Total | Total | Total  | Media goleadora |
| Club                           | Div.          | Temporada     | Part. | Goles | Asist. | Part.            | Goles            | Asist.           | Part.                   | Goles                   | Asist.                  | Part. | Goles | Asist. | Media goleadora |
| ------------------------------ | ------------- | ------------- | ----- | ----- | ------ | ---------------- | ---------------- | ---------------- | ----------------------- | ----------------------- | ----------------------- | ----- | ----- | ------ | --------------- |
| Vancouver Whitecaps · Canadá   | 1.ª           | 2016          | 8     | 0     | 0      | 4                | 0                | 0                | 0                       | 0                       | 0                       | 12    | 0     | 0      | 0               |
| Vancouver Whitecaps · Canadá   | 1.ª           | 2017          | 27    | 0     | 1      | 2                | 2                | 1                | 7                       | 2                       | 1                       | 36    | 4     | 3      | 0.11            |
| Vancouver Whitecaps · Canadá   | 1.ª           | 2018          | 31    | 8     | 11     | 2                | 0                | 0                | —                       | —                       | —                       | 33    | 8     | 11     | 0.24            |
| Vancouver Whitecaps · Canadá   | Total club    | Total club    | 66    | 8     | 12     | 8                | 2                | 1                | 7                       | 2                       | 1                       | 81    | 12    | 14     | 0.15            |
| Bayern de Múnich II · Alemania | 4.ª           | 2018-19       | 5     | 0     | 1      | —                | —                | —                | —                       | —                       | —                       | 5     | 0     | 1      | 0               |
| Bayern de Múnich II · Alemania | 3.ª           | 2019-20       | 3     | 0     | 1      | —                | —                | —                | —                       | —                       | —                       | 3     | 0     | 1      | 0               |
| Bayern de Múnich II · Alemania | Total club    | Total club    | 8     | 0     | 2      | 0                | 0                | 0                | 0                       | 0                       | 0                       | 8     | 0     | 2      | 0               |
| Bayern de Múnich · Alemania    | 1.ª           | 2018-19       | 6     | 1     | 0      | 0                | 0                | 0                | 0                       | 0                       | 0                       | 6     | 1     | 0      | 0.17            |
| Bayern de Múnich · Alemania    | 1.ª           | 2019-20       | 29    | 3     | 5      | 6                | 0                | 0                | 8                       | 0                       | 4                       | 43    | 3     | 9      | 0.07            |
| Bayern de Múnich · Alemania    | 1.ª           | 2020-21       | 23    | 1     | 2      | 3                | 0                | 1                | 9                       | 0                       | 0                       | 35    | 1     | 3      | 0.03            |
| Bayern de Múnich · Alemania    | 1.ª           | 2021-22       | 22    | 0     | 3      | 2                | 0                | 0                | 7                       | 0                       | 2                       | 31    | 0     | 5      | 0               |
| Bayern de Múnich · Alemania    | 1.ª           | 2022-23       | 26    | 1     | 4      | 3                | 2                | 2                | 9                       | 0                       | 2                       | 38    | 3     | 8      | 0.08            |
| Bayern de Múnich · Alemania    | 1.ª           | 2023-24       | 29    | 2     | 5      | 3                | 0                | 0                | 10                      | 1                       | 0                       | 42    | 3     | 5      | 0.07            |
| Bayern de Múnich · Alemania    | 1.ª           | 2024-25       | 19    | 1     | 2      | 3                | 0                | 1                | 9                       | 2                       | 0                       | 31    | 3     | 3      | 0.1             |
| Bayern de Múnich · Alemania    | Total club    | Total club    | 154   | 9     | 21     | 20               | 2                | 4                | 52                      | 3                       | 8                       | 226   | 14    | 33     | 0.06            |
| Total carrera                  | Total carrera | Total carrera | 228   | 17    | 35     | 28               | 4                | 5                | 59                      | 5                       | 9                       | 315   | 26    | 49     | 0.08            |

## Palmarés

### Títulos nacionales
| Título                | Club             | País     | Año     |
| --------------------- | ---------------- | -------- | ------- |
| 1. Bundesliga         | Bayern de Múnich | Alemania | 2018-19 |
| Copa de Alemania      | Bayern de Múnich | Alemania | 2018-19 |
| 1. Bundesliga         | Bayern de Múnich | Alemania | 2019-20 |
| Copa de Alemania      | Bayern de Múnich | Alemania | 2019-20 |
| Supercopa de Alemania | Bayern de Múnich | Alemania | 2020    |
| 1. Bundesliga         | Bayern de Múnich | Alemania | 2020-21 |
| Supercopa de Alemania | Bayern de Múnich | Alemania | 2021    |
| 1. Bundesliga         | Bayern de Múnich | Alemania | 2021-22 |
| Supercopa de Alemania | Bayern de Múnich | Alemania | 2022    |
| 1. Bundesliga         | Bayern de Múnich | Alemania | 2022-23 |
| 1. Bundesliga         | Bayern de Múnich | Alemania | 2024-25 |

### Títulos internacionales
| Título                       | Club             | Sede     | Año     |
| ---------------------------- | ---------------- | -------- | ------- |
| Liga de Campeones de la UEFA | Bayern de Múnich | Lisboa   | 2019-20 |
| Supercopa de Europa          | Bayern de Múnich | Budapest | 2020    |
| Copa Mundial de Clubes       | Bayern de Múnich | Catar    | 2020    |

### Distinciones individuales
| Distinción                                                      | Año  |
| --------------------------------------------------------------- | ---- |
| Novato del año de la 1. Bundesliga 2019-20.                     | 2020 |
| Jugador del Año de la CONCACAF.                                 | 2021 |
| Parte de los 100 mejores jugadores del mundo según The Guardian | 2022 |

## Vida personal
Davies nació en Buduburam, un campo de refugiados en Ghana, de padres liberianos. Sus padres vivieron ahí después de escapar de su país durante la segunda guerra civil liberiana, la cual desplazó a más de 450 000 personas en Liberia. Cuando Davies tenía cinco años, su familia fue a Canadá como refugiados y se asentaron en Windsor, Ontario, para después mudarse al año siguiente a Edmonton. El 6 de junio de 2017, Davies recibió oficialmente su ciudadanía canadiense.
Davies mantuvo una relación sentimental desde 2017 hasta 2022 con la entonces futbolista canadiense del París Saint-Germain Jordyn Huitema.